# Liste der Monuments historiques in Bresnay
Die Liste der Monuments historiques in Bresnay führt die Monuments historiques in der französischen Gemeinde Bresnay auf.

## Liste der Bauwerke
| Bezeichnung          | Beschreibung                                                            | Standort | Kennzeichnung | Schutzstatus | Datum | Bild           |
| -------------------- | ----------------------------------------------------------------------- | -------- | ------------- | ------------ | ----- | -------------- |
| Château des Écossays | Schloss mit Nebengebäuden, Park und Taubenturm, 15. bis 19. Jahrhundert | (Lage)   | PA00093022    | Inscrit      | 2001  | weitere Bilder |

## Liste der Objekte
| Bezeichnung                                            | Beschreibung                       | Standort                           | Kennzeichnung | Schutzstatus | Datum | Bild |
| ------------------------------------------------------ | ---------------------------------- | ---------------------------------- | ------------- | ------------ | ----- | ---- |
| Retabel (Fotos in der Base Palissy)                    | Stein, beschädigt, 15. Jahrhundert | in der Kirche St-Barthélémy (Lage) | PM03000048    | Classé       | 1922  |      |
| Taufbecken (Fotos in der Base Palissy)                 | Stein, 15. Jahrhundert             | in der Kirche St-Barthélémy (Lage) | PM03000047    | Classé       | 1922  |      |
| Skulptur Mariä Himmelfahrt (Fotos in der Base Palissy) | Holz, vergoldet, 18. Jahrhundert   | in der Kirche St-Barthélémy (Lage) | PM03000049    | Classé       | 1962  |      |